# QUBE
QUBE fue un sistema de televisión por cable bidireccional experimental que jugó un papel importante en la historia de la televisión interactiva estadounidense. Fue lanzado en Columbus, Ohio, el 1 de diciembre de 1977. Altamente publicitado como un avance revolucionario, el experimento QUBE presentó a los espectadores varios conceptos que se volvieron centrales para el desarrollo futuro de la tecnología televisiva: programas de pago por visión, redes de televisión por cable de intereses especiales y servicios interactivos. Estuvo en funcionamiento hasta 1984.

## Historia
Un sistema de circuito cerrado de televisión en el Hotel New Otani Tokyo en Tokio, Japón, inspiró a Steve Ross, presidente de Warner Communications, a preguntarse si algo así se podría replicar para mejorar la difusión de la televisión por cable de la Warner Communications. Ross estaba intrigado por el potencial de emitir películas de Warner Bros directamente a suscriptores domésticos.
En ese momento, Warner Cable era una pequeña división de la Warner Communications, dirigida por un exejecutivo y abogado de telecomunicaciones de Western Union, Gus Hauser. Ross rodeó a Hauser de ejecutivos de la industria del entretenimiento, incluido Jac Holzman, que había vendido Elektra Records a Ross en 1967; Mike Dann, experto en programación de CBS y responsable de The Beverly Hillbillies y Green Acres; el exasesor general de CBS, Spencer Harrison, un ejecutivo involucrado en el lanzamiento de My Fair Lady en Broadway; y el agente Ted Ashley, cuya agencia de talentos fue la primera adquisición de Ross en el mundo del espectáculo.
Se contrató también a Pioneer Electronics para construir el dispositivo que transformaría el servicio de televisión por cable en unos cientos de miles de hogares con un aparato destinado a cambiar todo el panorama del entretenimiento. El servicio se lanzó por primera vez en Columbus, Ohio, en medio de una considerable cobertura de prensa nacional e internacional.
Hauser envió al joven ejecutivo de la ciudad de Nueva York, Nyhl Henson, para supervisar y dirigir el plan del canal interactivo de Columbus.
El servicio QUBE inicial debutó con 30 canales (una gran cantidad de canales de cable en ese momento), incluidos 10 canales de películas de pago (una característica entonces nueva para la televisión por cable); 10 canales de transmisión (de Columbus, Cincinnati, Indianápolis, Canton, Akron y Cleveland); y 10 canales comunitarios. Estos canales comunitarios incluían uno dedicado a un solo programa: Pinwheel, que emitiría en Nickelodeon desde el lanzamiento de este último en 1979; Sight on Sound (predecesor de MTV), un canal meteorológico, un canal de aprendizaje y un canal lleno de programas producidos localmente que mostraban la interactividad de QUBE. El primer dispositivo QUBE se entregó como prueba durante 4 meses a la familia del señor y la señora Walter B. Kesler, en Hilliard, Ohio. La familia Kesler vio las transmisiones destinadas a una audiencia más amplia y provocó el eventual impulso en la programación que afectaría la forma en que se organizarían los programas en formato de cable en función de sus hábitos de visualización. Los hijos de los Kesler, Lori A. y Kurt W., son considerados los primeros individuos de la "generación del cable" o generación de nativos digitales.

### Los éxitos de QUBE
Sólo para 30.000 hogares que hicieron de conejillos de indias, repartidos por varias ciudades y pueblos de Ohio. El objetivo de QUBE era bastante simple: "Crear un método rápido para que distintas comunidades y grupos de personas se comuniquen e interactúen a distancia".
Warner utilizó el sistema QUBE para adquirir valiosas franquicias de emisión por cable, con las que construiría y crearía monopolios de cable en varios mercados importantes de todo el país. Warner QUBE se adquirió varias empresas en ciudades como Houston, Milwaukee, Dallas, Cincinnati, St. Louis y Pittsburgh . Muchos de los aspectos fundamentales del QUBE se convirtieron en partes importantes de la televisión: programas de pago por evento (partidos, conciertos, películas) y bajo demanda, MTV y Nickelodeon .[cita requerida] El propio QUBE se instaló y se utilizó con éxito en la mitad de los hogares de Columbus, y los resultados interactivos mostraron un gran volumen de participación de los espectadores que tenían el receptor y el control remoto de QUBE. Los mandos de control posteriores agregaron cinco botones adicionales para un total de diez opciones y fueron inalámbricos.
Después de lanzar algunos otros sistemas más allá de Columbus, QUBE creó una red interactiva en Columbus, que enviaba programación interactiva en vivo a cada uno de los sistemas QUBE durante dos horas por noche durante los días de semana. Uno de los programas más populares de QUBE, Soap Scoop, resumió los eventos diarios de cada una de las telenovelas nacionales. Los invitados al programa incluyeron productores y actores de los distintos programas. El programa hacía encuestas con frecuencia a los espectadores para saber sus opiniones acerca de los personajes y las tramas.[cita requerida]

### Los fracasos de QUBE
En 1982, Warner Cable tenía pérdidas de 99 millones de dólares y, en 1983, su deuda total era de 875 millones de dólares. Warner Cable contrató a American Express como inversor, y las dos compañías formaron Warner-Amex Cable Communications. Warner compró la participación de American Express después de que esta última hiciera una oferta para comprar la posición de Warner, lo que provocó conflictos entre las dos empresas.
Hasta principios de la década de 1980, QUBE estaba en funcionamiento o ya instalado en Pittsburgh, Cincinnati, Dallas, Houston y St. Louis. Warner Cable tenía ahora 200.000 suscriptores; la nueva cifra representa aproximadamente 1 de cada 10 suscriptores de televisión por cable en Estados Unidos. Hubo un intento fallido de oferta pública. Gus Hauser se había ido; En su lugar ocuparía el secretario de Transporte del presidente Reagan, Drew Lewis. Lewis renegoció con los municipios para aliviar la carga de Warner de algunos de los acuerdos de franquicia de cable. Sin embargo, para mantener la operación de cable, Warner-Amex Cable salió a vender MTV y Nickelodeon a Viacom un año después, y los sistemas QUBE fueron eliminados gradualmente. Las últimas cajas QUBE se dieron de baja progresivamente en 1984.
Además de las cuestiones financieras, las preocupaciones sobre la privacidad aumentaron entre los suscriptores de QUBE. La información personal sobre los intereses específicos de una familia, opiniones políticas y otra información personal podría almacenarse en una base de datos después de ser procesada durante una sesión interactiva de QUBE. Por ejemplo, un programa podría pedir a los espectadores que identifiquen a sus candidatos políticos favoritos como parte de una encuesta nacional, pero esta información podría potencialmente rastrearse directamente hasta los encuestados. Aunque Warner-Amex aseguró a sus suscriptores que su información personal se mantenía bajo llave, dichos datos eran valiosos para comerciantes, grupos políticos y otras organizaciones. Incluso si los suscriptores confiaran en el compromiso de Warner-Amex con la privacidad, todavía existían preocupaciones respecto a la capacidad de los piratas informáticos de robar información recopilada a través de QUBE, debido a que en aquella época todavía no existían grandes softwares de defensa ante ataques y se daban casos de pirateo de información muy sencillos de llevar a cabo. En consecuencia, las no renovaciones se hicieron más numerosas, lo que en última instancia contribuyó a la desaparición del experimento.
El servicio de cable ampliado de Warner Cable en Columbus y Cincinnati continuó usando el nombre original tras su cierre. Warner Cable comenzó a instalar una red de cable de fibra óptica en Columbus en diciembre de 1989, lo que resultó en la eliminación gradual del nombre QUBE en la zona. Warner Cable dejó de utilizar el nombre QUBE finalmente en Cincinnati en noviembre de 1990.

## Mando del QUBE

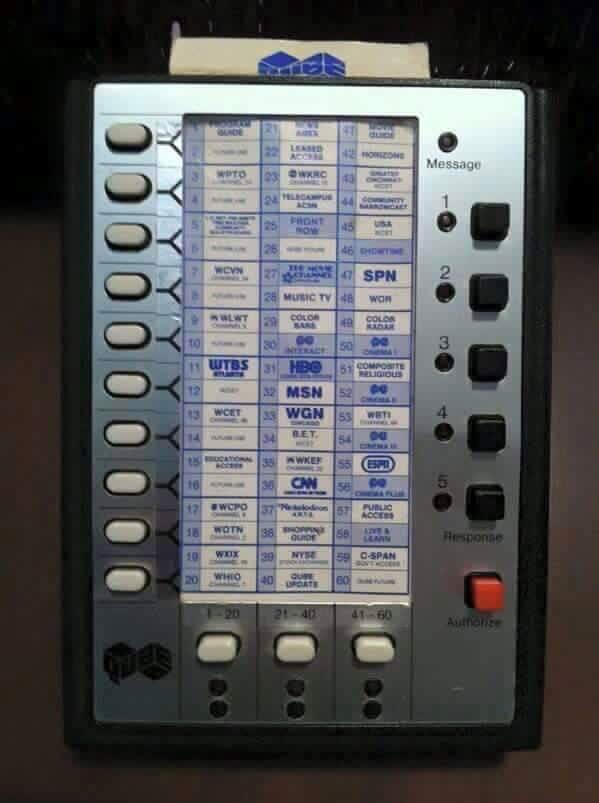
Versión del mando del QUBE de 1980, actualizado para 60 canales.No era una pantalla sino una tarjeta impresa.

El control remoto del QUBE era un mando del tamaño de un libro con 18 botones que enviaba señales a través de un cable largo a dispositivo sin pantalla que hacía de emisor, siendo este similar en tamaño y función a los decodificadores digitales modernos para televisores analógicos. El control remoto contaba con un soporte para uso en la mesa, pero se podía sostener en la mano (más probablemente con las dos manos). Los botones estaban repartidos en los laterales del mando, con diez botones numerados del 1 al 10 en el lado izquierdo, cinco botones más grandes en el lado derecho, cada uno con su correspondiente indicador led rojo, y tres botones en la parte inferior. Los tres botones grandes en la parte inferior elegían qué categoría de canal vería el espectador: pago por evento, transmisión o transmisión comunitaria. Los diez botones de la izquierda accedían a cada uno de los diez canales de esa categoría.
Los 5 botones en el lado derecho correspondían con el aspecto interactivo del QUBE. Permitieron que un programa de televisión hiciera a los espectadores una pregunta con cinco posibles respuestas. Las respuestas a las encuestas realizadas a través del decodificador QUBE podrían recopilarse desde los decodificadores en, usualmente, seis segundos que daban en los programas para poder responder. Un servidor registraba la información y luego mostraba los resultados en la pantalla del televisor para que toda la audiencia los vieran.
En medio de estas tres filas de botones había una ventana de plástico transparente que contenía una tarjeta de canal con nombres y logotipos de estaciones dispuestos en una cuadrícula correspondiente a los diez botones de "fila" a la izquierda y los tres botones de "columna" en la parte inferior. Estas tarjetas centrales de canales se enviaban por correo a los clientes con cada cambio en la lista de canales. Los clientes quitaban las tarjetas antiguas y colocaban las nuevas.
En la parte superior del control remoto había un agujero en el que se insertaba una "llave" (en realidad, simplemente un imán en un soporte de plástico) para desbloquear la visualización de la programación de pago por evento, que se podía facturar de la misma manera que sistemas posteriores de tarjetas decodificadoras. Sin la clave insertada, los canales restringidos mostraban una pantalla de denegación de acceso.
En la parte superior del control remoto había un agujero en el que se insertaba una "llave" (en realidad, simplemente un imán en un soporte de plástico patentado) para desbloquear la visualización de la programación de pago por evento, que se podía facturar de la misma manera que los modernos. Los programas de pago por evento por cable lo son. Sin la clave insertada, los canales restringidos mostraban una pantalla de denegación de acceso predeterminada.

## Legado
Aunque QUBE tuvo una corta vida útil de siete años con algunas deficiencias, ocupa un lugar único en la historia de los medios, ya que fue una empresa y experimento con suficiente repercusión como para enseñar el camino a posteriores innovaciones a la industria de la televisión. Entre otras cosas, desencadenó el nacimiento de varias cadenas innovadoras de televisión por cable, como MTV y Nickelodeon, contribuyó al desarrollo del marketing e introdujo rankings de televisión instantáneos. Según Everett Rogers, también se convirtió en la primera empresa de medios que planteó serias preocupaciones sobre problemas de privacidad de los usuarios a gran escala.
QUBE sirvió como incubadora para una gran cantidad de innovadores de medios.